# Горен езофагеален сфинктер
Горния езофагеален сфинктер (на английски: upper esophageal sphincter) е мускулна клапа, която се отваря по време на преглъщане. Намира се на границата между фаринкса и хранопровода. За разлика от долния езофагеален сфинктер, той се състои от набраздени мускулни влакна, с дебелина от 2,3 - 3 мм, разположени под ъгъл от 33-45 ° спрямо надлъжната ос на хранопровода. В диаметър сфинктера е около 23 мм, а на дължина достига до 17 мм. Горната граница на сфинктера се намира на разстояние 16 см от резците при мъжете, и на 14 см при жените.

## Функции
Горния езофагеален сфинктер има четири основни несъзнателно контролируеми функции:
- Предаване на парчетата храна и течност от гърлото към хранопровода.
- Възпрепядстване на същите да се върнат назад.
- Защита на хранопровода от постъпването на въздух в него.
- Защита на трахеята от попадане на храна в нея по време на дишане.